# Las vacaciones del demonio
Las vacaciones del demonio (en inglés: The Devil's Holiday) es una película de drama estadounidense de 1930, dirigida por  Edmund Goulding y protagonizada por Nancy Carroll.
Carroll recibió una nominación en los Premios Oscar a la Mejor Actriz por su interpretación.

## Sinopsis
Un buscador de fortunas se casa con una joven por su dinero, pero descubre que ella realmente lo ama y quiere mantenerlo a pesar de la desaprobación de su familia.

## Reparto
- Nancy Carroll - Hallie Hobart
- Phillips Holmes - David Stone
- James Kirkwood - Mark Stone
- Hobart Bosworth - Ezra Stone
- Ned Sparks - Charlie Thorne
- Morgan Farley - Monkey McConnell
- Jed Prouty - Kent Carr
- Paul Lukas - Dr. Reynolds
- ZaSu Pitts - Ethel
- Morton Downey - Freddie
- Guy Oliver - Hammond
- Wade Boteler - Detective
- Laura La Varnie - Madame Bernstein (*acreditada como Laura Le Vernie)